# Mermaid Avenue Vol. II
Mermaid Avenue Vol. II album je prethodno neobjavljenih stihova američkog folk pjevača Woodyja Guthrieja, koje su uglazbili i izveli britanski pjevač Billy Bragg i američki sastav Wilco. Objavljen 2000., album je nastavak projekta koji je osmislila Guthriejeva kćer, Nora Guthrie a koji je rezultirao izdanjem Mermaid Avenue 1998.

## Povijest
Nora Guthrie u proljeće 1995. kontaktirala je pjevača i kantautora Billyja Bragga u vezi snimanja nekih neobjavljenih pjesama njenog oca, folk pjevača Woodyja Guthrieja. Većina pjesama nastala je pred kraj Guthriejeva života kad nije mogao snimati zbog motoričkih poteškoća uzrokovanih Huntingtonovom bolešću. Guthrie je do devedesetih MTV generaciji postao "dio prošlosti", a Nora je tražila drugačiju vrstu ostavštine za svoga oca. Prema Nori, Bragg je bio "jedini pjevač koji se bavio istim temama kao Woody". Međutim, Bragg je bio zabrinut da njegovi obožavatelji neće shvatiti da je pjesme napisao Guthrie kad bi ih izvodio na turneji, pa je odlučio snimiti album s drugim sastavom.
Nakon dovršetka snimanja Mermaid Avenue, Wilco se vratio u Spicewood kako bi kompletirao svoj treći studijski album, Summerteeth. Izdavši Summerteeth, sastav je nastavio sa snimanjem Mermaid Avenue. Iako su snimili dovoljno materijala za drugo izdanje 1998., Wilco je za Mermaid Avenue Vol. II snimio nekoliko novih pjesama. "Someday Some Morning Sometime", s vibrafonom filtriranim kroz uređaj za efekt zvučne odgode, Tweedy je nazvao "djelić mozaika" u stvaranju njihova četvrtog studijskog albuma. Album je objavljen 30. svibnja 2000. te je bio posljednje izdanje sa snimanjâ.

## Popis pjesama
| Br. | Skladba                         | Tekstopisac   | Skladatelj             | Trajanje |
| --- | ------------------------------- | ------------- | ---------------------- | -------- |
| 1.  | »Airline to Heaven«             | Guthrie 1939. | Bennett i Tweedy 1997. | 4:50     |
| 2.  | »My Flying Saucer«              | Guthrie 1950. | Bragg 1995.            | 1:45     |
| 3.  | »Feed of Man«                   | Guthrie 1939. | Bennett i Tweedy 1997. | 4:08     |
| 4.  | »Birds and Ships«               | Guthrie       | Tweedy 1998.           | 2:13     |
| 5.  | »Hot Rod Hotel«                 | Guthrie 1949. | Bragg 1996.            | 3:17     |
| 6.  | »I Was Born«                    | Guthrie 1950. | Bragg 1996.            | 1:50     |
| 7.  | »Secret of the Sea«             | Guthrie 1939. | Bennett i Tweedy 1999. | 2:42     |
| 8.  | »Stetson Kennedy«               | Guthrie 1950. | Bragg 1997.            | 2:39     |
| 9.  | »Remember the Mountain Bed«     | Guthrie 1944. | Bennett i Tweedy 1999. | 6:26     |
| 10. | »Blood of the Lamb«             | Guthrie 1955. | Bennett i Tweedy 1999. | 4:16     |
| 11. | »Aginst th' Law«                | Guthrie 1947. | Bragg 1995.            | 3:03     |
| 12. | »All You Fascists«              | Guthrie 1942. | Bragg 1997.            | 2:43     |
| 13. | »Joe DiMaggio Done It Again«    | Guthrie 1949. | Bragg 1995.            | 2:31     |
| 14. | »Meanest Man«                   | Guthrie 1945. | Bragg 1997.            | 3:46     |
| 15. | »Black Wind Blowing«            | Guthrie       | Bragg 1997.            | 3:00     |
| 16. | »Someday Some Morning Sometime« | Guthrie 1948. | Tweedy 2000.           | 2:53     |

## Vanjske poveznice
- Intervju s Norom Guthrie  Arhivirana inačica izvorne stranice od 24. rujna 2009. (Wayback Machine)